# Siège d’Amiens (1471)
Pour les articles homonymes, voir Bataille ou siège d'Amiens.
conflit franco-bourguignon
Le siège d'Amiens de 1471 se déroula du 10 mars au 10 avril 1471 et opposa les armées du roi de France, Louis XI aux armées du duc de Bourgogne, Charles le Téméraire.

## Contexte historique
Le siège d'Amiens intervint dans le cadre du conflit qui opposa Louis XI à Charles le Téméraire à propos de la possession des Villes de la Somme qui avait été accordée au duc de Bourgogne par le Traité d'Arras de 1435, en contrepartie de la rupture de l'alliance anglo-bourguignonne.

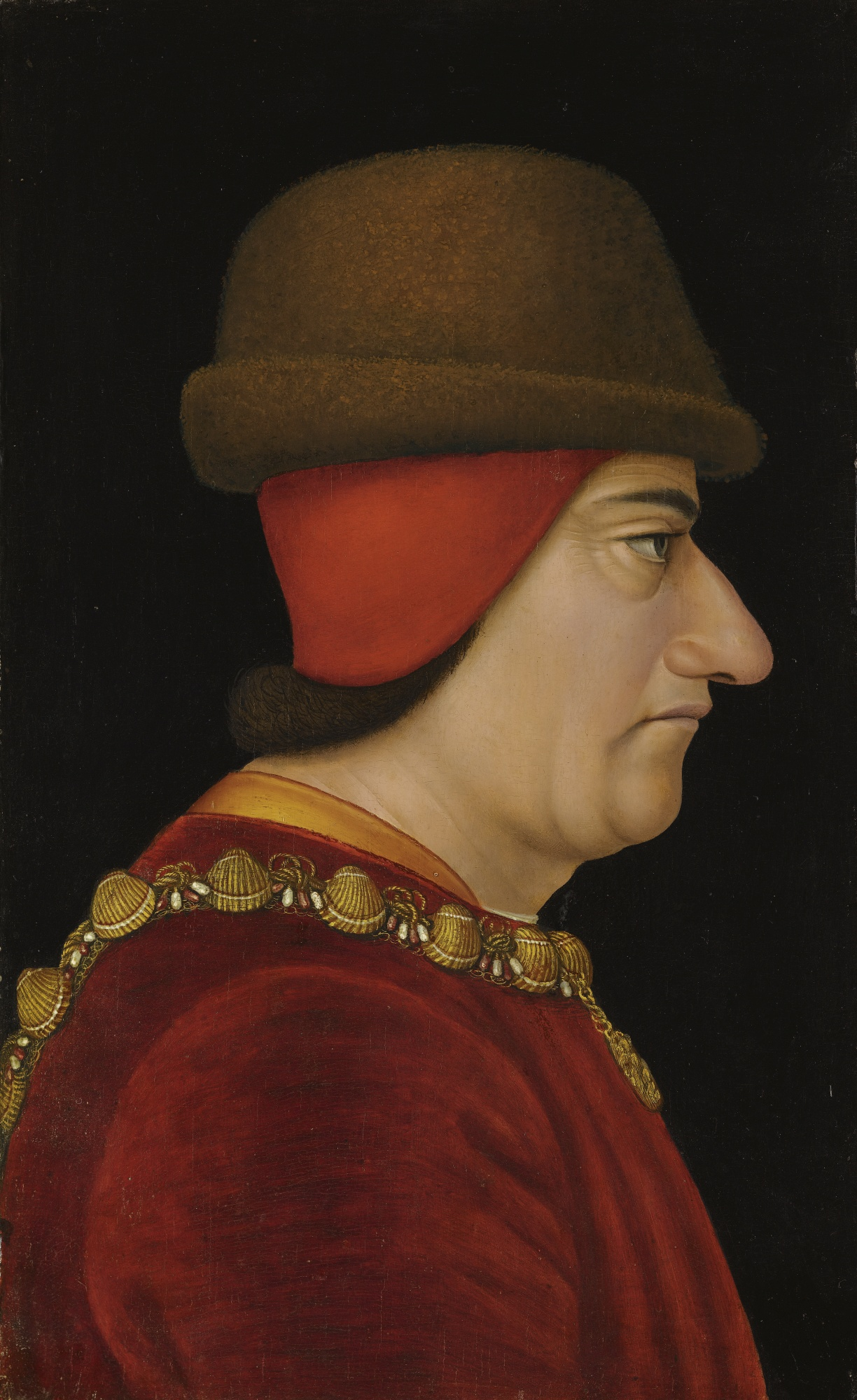
Louis XI

À peine monté sur le trône, Louis XI décida de racheter, en 1463, les villes de la Somme au duc de Bourgogne. Le fils du duc, Charles, comte de Charolais, hostile à ce rachat, suscita une coalition de grands vassaux du roi de France, la Ligue du Bien public et déclencha une guerre contre lui en mai 1465. Pour y mettre fin, Louis XI dut restituer les villes de la Somme au duc de Bourgogne, Philippe le Bon, par le traité de Conflans du 5 octobre 1465.
Pour éviter la signature d'une nouvelle alliance anglo-bourguignonne, Louis XI se rendit à Péronne, le 9 octobre 1468, pour négocier un traité de paix directement avec Charles le Téméraire, successeur de Philippe le Bon. 
C'est alors que le 12 octobre la nouvelle d'une insurrection des Liégeois fut connue. Louis XI soupçonné d'en être l'instigateur, fut gardé prisonnier par Charles le Téméraire et dut signer le traité de Péronne qui confirmait les traités d'Arras et de Conflans, en échange de sa libération.

## Reprise des hostilités
En décembre 1470, le roi réunit à Tours, une assemblée de nobles et de prélats qui condamna Charles le Téméraire pour parjure et annula le traité de Péronne. Louis XI annonça alors la saisie des prévôtés du Vimeu, du Beauvaisis et de Fouilloy et les intègra au domaine royal. 
Peu de temps après, une compagnie de gens d'armes fut envoyée devant Amiens afin de soumettre la ville à l'autorité du roi. Cependant, le bailli et capitaine bourguignon Philippe de Crèvecœur d'Esquerdes refusa de leur ouvrir les portes.
Le 6 janvier 1471, le capitaine Artus de Longueval s'empara de Saint-Quentin tenue par le bourguignon Jehan de la Viesville. Il fut rejoint le 10 janvier suivant par le connétable Louis de Luxembourg-Saint-Pol qui se trouvait dans son château de Ham.
Ayant appris la perte de Saint-Quentin, Charles le Téméraire qui se trouvait à Hesdin, envoya le 14 janvier Philippe de Crèvecœur avec 4 000 hommes à Abbeville pour s'assurer de la fidélité de la cité. Les bourgeois refusèrent de lui ouvrir les portes souhaitant ne pas prendre parti entre le roi et le duc. Les Bourguignons réussirent quelques jours plus tard à y entrer par la ruse, firent exécuter les bourgeois réfractaires et rasèrent les maisons des faubourg.
Sur ordre de Louis XI, Antoine de Chabannes comte de Dammartin et Grand maître de France, partit de Compiègne à la tête d'une armée royale et s'empara de Roye, le 20 janvier puis de Montdidier deux jours plus tard. Face à l'avancée de cette armée et ne souhaitant pas connaître le même sort qu'Abbeville, les bourgeois d'Amiens se rangèrent du côté du roi et chassèrent les partisans du duc de Bourgogne hors de la ville. Le 2 février, Antoine de Chabannes prit possession d'Amiens avec 2 000 hommes d'armes.

## Préparatifs du siège

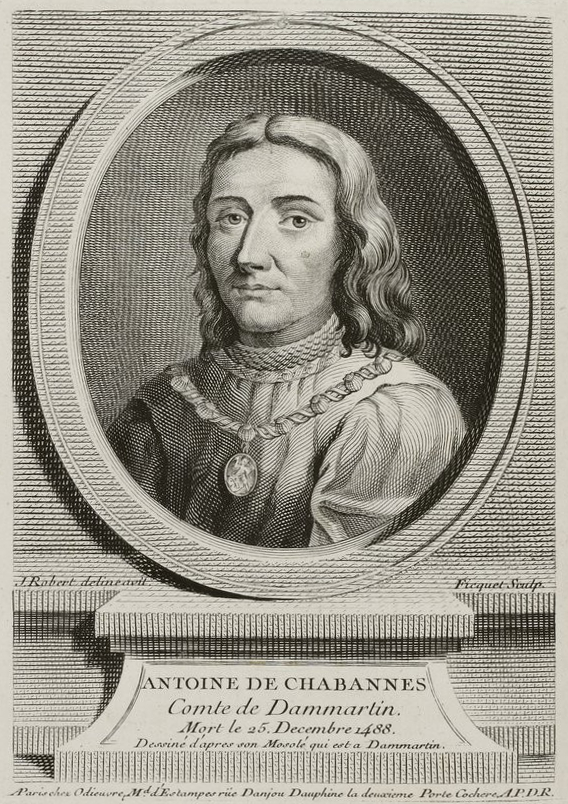
A. de Chabannes

Furieux de la prise de contrôle d'Amiens par Antoine de Chabannes, comte de Dammartin et Grand maître de France, le duc de Bourgogne se dirigea à marche forcée vers la ville avec 30 000 hommes, le 13 février 1471. Le 21 il était à Daours, puis gagna Allonville avant de s'emparer du château de Picquigny. Le 10 mars il installa un camp retranché à Saint-Acheul, faubourg à l'est de la ville d'Amiens. Cependant, Charles le Téméraire hésita à donner l'assaut.
Pendant ce temps, le comte de Dammartin organisait la défense de la ville avec les troupes royales et la milice urbaine. Les assiégés purent appuyer leur première ligne de défense sur la nouvelle ceinture de remparts remise en état.
Afin de diviser les troupes bourguignonnes et soulager Amiens, le connétable de Saint-Pol qui se trouve à Saint-Quentin, se lance sur Bapaume avec 5 000 cavaliers dont le maréchal Joachim Rouault, Baudouin de Bourgogne demi-frère de Charles le Téméraire et Philippe de Croÿ, ancien capitaine de Péronne. Ces deux derniers ont quitté la cour de Bourgogne peu de temps avant pour se rallier au roi. Dans l'incapacité d'une prise rapide de la ville, ils repassent la Somme et s'emparent du château de Chaulnes dans le Santerre où se rassemble une armée de secours. Face à cette menace, le duc de Bourgogne détache un corps de troupes sur Corbie.

## Les hostilités

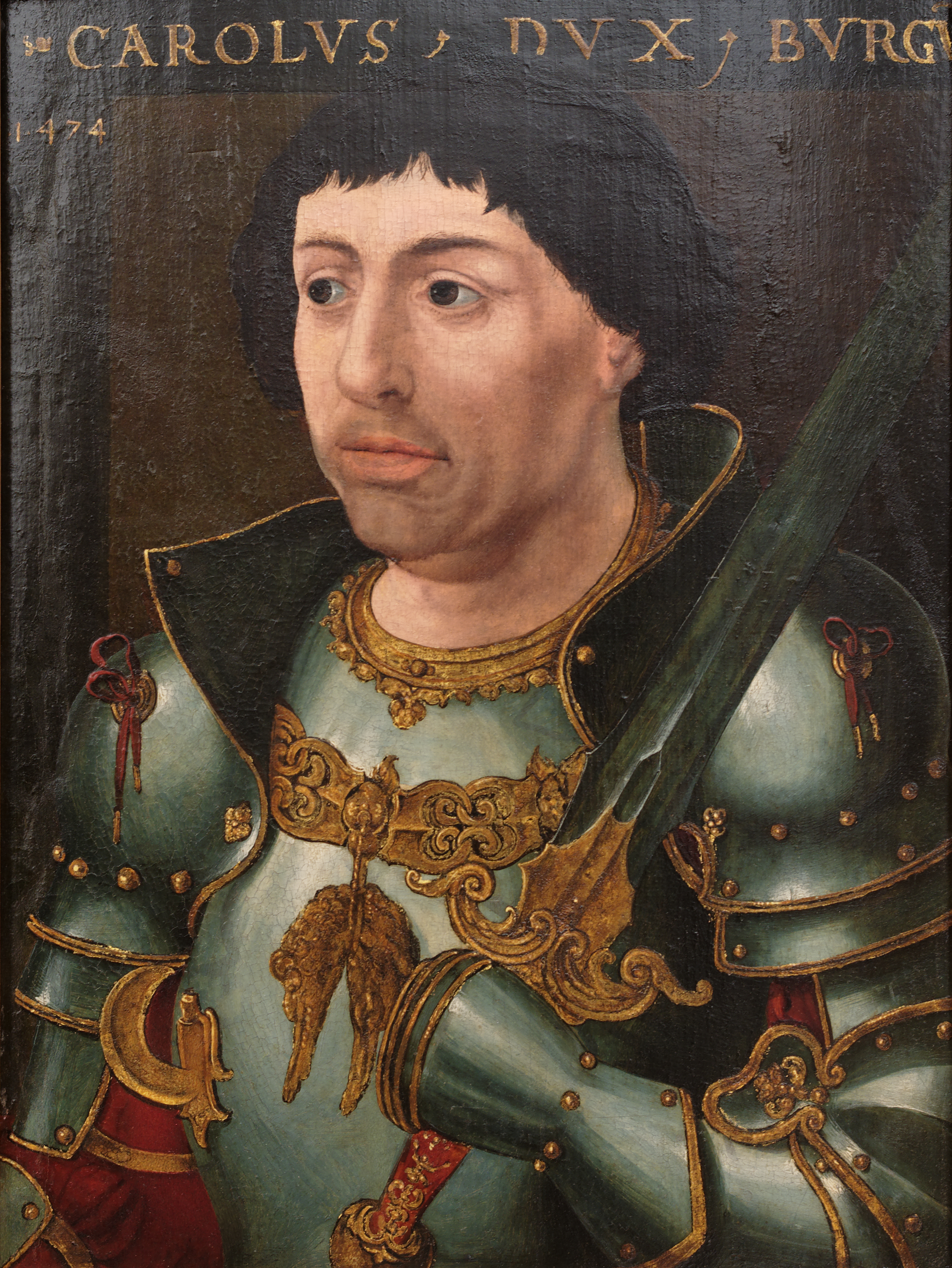
Charles le Téméraire

Le 12 mars, le comte de Dammartin décida d'attaquer les avant-postes bourguignons, sans succès. La semaine suivante, une sortie des Français faillit mal tourner : surpris par les Bourguignons, les Français furent contraints de refluer en désordre et de rentrer dans la ville par la porte de Beauvais laissant deux cents prisonniers aux mains de l'ennemi.
Les jours suivants des escarmouches eurent lieu entre les convois de ravitaillement bourguignons et français. Les deux camps hésitaient à s'engager dans une bataille frontale risquée pour chacun d'eux.
A la mi-mars, l'armée du connétable de Saint-Pol parvint à entrer dans la ville afin de renforcer la défense, portant la garnison à plus de 20 000 combattants. Charles le Téméraire fit donner l'artillerie, plusieurs centaines de boulets de pierre s'abattirent sur la ville causant de gros dégâts aux maisons et aux églises, sans obtenir de succès.
Le 4 avril 1471, une trêve de trois mois était conclue entre le roi de France et le duc de Bourgogne qui leva le siège le 10 avril.
Le dimanche 14 avril, jour de Pâques, Louis XI assistait à la messe dans la cathédrale Notre-Dame d'Amiens.

## Bilan et conséquences
- La ville d'Amiens avait subi de gros dommages, sa banlieue était ravagée, les arbres fruitiers coupés, les jardins saccagés...
- Par lettres patentes, Louis XI reconnaissait que la ville d'Amiens était définitivement attachée à la couronne de France.
- Le roi participa financièrement aux travaux de la nouvelle enceinte de la ville.
- La prise de contrôle d'Amiens par le roi de France constituait un revers que le duc de Bourgogne ne pouvait laisser sans réponse. Le conflit repris entre les deux princes l'année suivante.

Renouvelée en juin 1471, la trêve aboutit à la signature du Traité du Crotoy, où Louis XI promit de rendre Amiens et les Villes de la Somme conquises.